# Evenstad Station
Evenstad Station (Evenstad stasjon) er en jernbanestation på Rørosbanen, der ligger ved byområdet Evenstad i Stor-Elvdal kommune i Norge. Stationen består af et spor og en perron med et læskur samt en lille parkeringsplads.
Stationen blev oprettet som holdeplads med ekspedition af passagerer og gods 15. januar 1934. Den blev nedgraderet til trinbræt 1. juni 1970.
Stationsbygningen var en flyttet og ombygget banevogterbolig. Den blev revet ned i 1979.